# Diocèse d'Orense
Le diocèse d'Orense (en latin : Dioecesis Auriensis ; en espagnol : diócesis de Orense) est un diocèse de l'Église catholique en Espagne, suffragant de l'archidiocèse de Saint-Jacques-de-Compostelle.

## Territoire

Carte des diocèses d'Espagne avec le diocèse d'Orense en rouge

Le diocèse se situe entièrement dans la province d'Ourense, une partie de cette province se situe dans le diocèse d'Astorga avec la comarque de Valdeorras (es), une partie des comarques de Viana (es) (sauf A Gudiña et A Mezquita du diocèse d'Orense) et Tierra de Trives (es) (sauf San Xoán de Río du diocèse d'Orense).
Le diocèse est suffragant de l'archidiocèse de Saint-Jacques-de-Compostelle avec son évêché à Orense où se trouve la cathédrale Saint-Martin, son territoire couvre une superficie de 5281 km2 avec 735 paroisses regroupées en 12 archidiaconés.

## Histoire
La date de création du diocèse est incertaine, on donne traditionnellement 433, l'année où un évêque d'Orense est consacré à Lugo. 572 est la première référence certaine lorsque l'évêque Witimiro participe au deuxième concile de Braga. À cette date, Orense apparaît comme suffragant du diocèse de Lugo. Les Arabes conquirent Orense en 716 et le siège est supprimé. Il est restauré en 881, mais à partir de l'année 986 aucun de ses évêques n'est connu jusqu'à ce que le diocèse soit restauré une deuxième fois le 31 juillet 1071 avec l'évêque Edoronio et comme suffragant de l'archidiocèse de Braga.
Le 27 février 1120, il fait partie de la province ecclésiastique de l'archidiocèse de Saint-Jacques-de-Compostelle. La cathédrale est consacrée le 4 juillet 1120 et en 1804, le séminaire diocésain est fondé sous l'invocation du Divin Maître. Les limites du diocèse  modifiées en octobre 1954 coïncident à peu près avec la province administrative.

## Source
- (es) Cet article est partiellement ou en totalité issu de l’article de Wikipédia en espagnol intitulé « Diócesis de Orense » (voir la liste des auteurs).